# Antonio Pecci (periodista)
Antonio Valenzuela (Asunción, Paraguay, 6 de junio, conocido como Antonio V. Pecci, es un periodista y escritor Paraguayo. Como periodista se especializó en temas de cultura, investigación y memoria histórica. Del 1985 a 2013 trabajó en el periódico paraguayo Última Hora, donde fue editor del suplemento cultural Correo Semanal.

## Biografía
En 1973, se inició profesionalmente en el semanario Sendero, órgano de la Conferencia Episcopal Paraguaya (CEP) y colaboró también con revistas como Ñande, Criterio, Diálogo y el semanario universitario Frente.
Es miembro del Sindicato de Periodistas a Paraguay (SPP), del Foro de Periodistas Paraguayos (FOPEP) y del PEN Club. Durante su trayectoria periodística realizó más de 300 entrevistas.
Es miembro de la Mesa Memoria Histórica (195-1989) e impulsor del Museo de las Memorias Instalado en la exTécnica de Asunción.
Fue miembro del Foro Cultural Permanente, iniciativa de la sociedad civil que reunió a más de 200 referentes de todo el país en jornadas de debate durante los años 2008-2010 para la elaboración de un Plan Nacional de Cultura entregado a la Secretaría Nacional de Cultura. Es docente la Universidad del Norte en temas de periodismo y cultura paraguaya, en Asunción. Con anterioridad en laUniversidad Nacional de Pilar.
Dictó charlas en la Feria del Libro de Buenos Aires y en el Deportivo Paraguayo de la misma ciudad; en la Feria del Libro de Resistencia y en la Feria del Libro de Formosa, ambas de Argentina, así como la Casa América de Cataluña, en la Feria del Libro de Quito (Ecuador) y en el Instituto Cervantes de El Cairo (Egipto).

## Teatro
En el ámbito del teatro, fue miembro y luego codirector del Teatro Popular de Vanguardia (TPV), con el cual participó, entre otros, del Festival Latinoamericano de Teatro de Manizalez, Colombia, en 1971. Con el TPV montó cerca de 20 obras como actor o director. Fundó y fue el primer coordinador de la Muestra Paraguaya de Teatro, 1973-1974 agrupación de grupos de teatro independeinte organizadora de festivales nacionales anualmente.
Fue codirector del Grupo de Teatro Universitario, 1980-1984.
En el Penal de Presos Políticos de Emboscada dirigió unas 8 puestas de obras de teatro clásico y popular junto con Emilio Barretocon el grupo Asaje pyte (Grupo Siesta), entre 1977-1978.
En 2010, estrenó su obra Py'apy (Coraje), escrita en coautoría con Nataly Valenzuela, representada en el Foro Social de las Américas por el Grupo Pymbyte dirección de Ever Enciso, en 2010.

## Premios y distinciones
En 1999, ganó el Premio Nacional de Periodismo Santiago Leguizamón en la categoría de Investigación Periodística por la serieLos años bajo el stronismo, otorgado por la Cámara de Diputados, a propuesta de un jurado independiente.
En 2002, fue distinguido por la Sociedad de Escritores del Paraguay (SEP).
En 2004 fue distinguido por la Facultad de Filosofía y Ciencias Humanas de la Universidad Nacional de Asunción.
En 2007 fue distinguido por la Presidencia de la Cámara de Diputados por su aporte a la labor cultural.
En 2008 fue distinguido por el Sindicato de Periodistas del Paraguay (SPP).
En 2009 fue declarado Visitante Ilustre por la Alcaldía de Quito, Ecuador.
En 2011 la Junta Municipal de Asunción lo declaró Hijo Dilecto de la ciudad de Asunción.
En 2012 recibió la mención Honor al Mérito de las autoridades de la Comisión Nacional del Bicentenario por los servicios prestados.
En 2016 fue declarado Visitante Ilustre de la Ciudad por la Municipalidad de Villarrica.

## Libros
- Pecci, Antonio: Teatro breve del Paraguay, antología de autores varios. 1982.

- Pecci, Antonio: Tributo a Flores, el creador de la Guarania. 33 entrevistas. 2002.

- En los sótanos de los generales. Los documentos secretos del Operativo Cóndor. En coautoría con Alfredo Boccia Paz, Gloria Giménez y Miguel H. López. Prólogo de Augusto Roa Bastos. 2002.

- Pecci, Antonio: 'Roa Bastos: vida, obra y pensamiento'. Diez entrevistas. Editorial Servilibro. 2007. ISBN 978-99953-0-054-8.[2]

- Editor de la Antología Poética de Miguel Ángel Caballero Figún que incorpora además 14 testimonios sobre la vida del poeta. 2012.
- Autor del álbum 'José Asunción Flores. Padre de la Guarania'. Centro Cultural Cabildo y Editorial Servilibro. 2016
- Autor del libro 'José Asunción Flores. Creador de la Guarania'. Prólogo de Gilberto Rivarola. 2016.
- Editor de las 'Memorias' de José Asunción Flores. Con Alcibíades González Delvalle. 2023.